# Vlasta Foltová
Vlasta Foltová (14 marzo 1913 – 2 maggio 2001) è stata una ginnasta cecoslovacca, dal 1992 ceca.

## Palmarès

### Olimpiadi
- 1 medaglia:
  - 1 argento (Berlino 1936 a squadre)